# Тамсвег

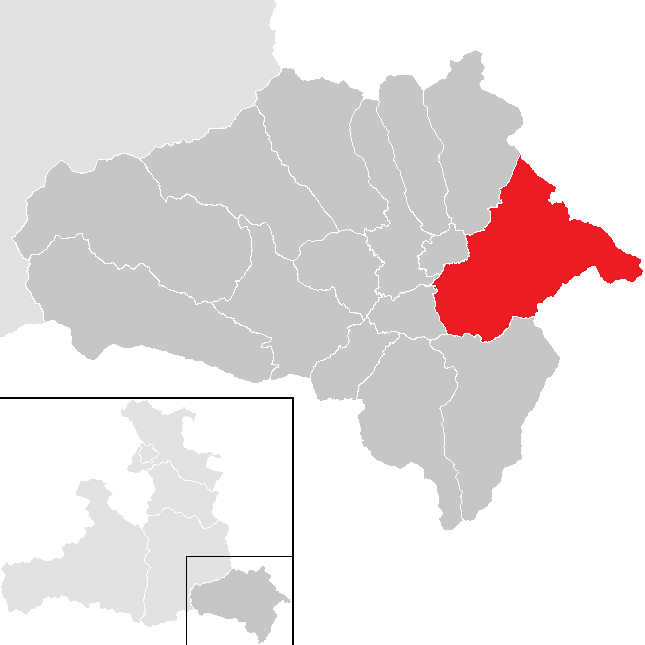
Комуна Тамсвег на карті округи Тамсвег. У лівому нижньому кутку показано розташування округи Тамсвег на карті федеральній землі Зальцбург.

Тамсвег (нім. Tamsweg) — ярмаркова громада у Австрії, у федеральній землі Зальцбург. Адміністративний центр округи Тамсвег. Розташований біля гірського хребта Низький Тауерн на березі річки Мура.
Населення становить 5748 чоловік (2010). Займає площю 117,36 км 2.
Уряд громади складається з 25 членів.
Місто-побратим  Ізео.
|  |  |  |  |